# Conjunt carrer Aranyó (Santa Coloma de Cervelló)
El Conjunt del carrer Aranyó és una obra del municipi de Santa Coloma de Cervelló (Baix Llobregat) inclosa en l'Inventari del Patrimoni Arquitectònic de Catalunya.

## Descripció
Es tracta d'un conjunt de cases amb petit jardí al davant, construïdes amb una gran senzillesa, de maó vist treballat en horitzontal, sense relleus únicament al capdamunt de les finestres i portes, una filera de maó vertical trenca aquesta aparença uniforme de les dues plantes principals. Això reforça l'efecte decoratiu i de relleu de la sanefa en voladís que hi ha sota el ràfec de teula, marcant l'horitzontalitat del conjunt. Fet que li dona importància a la solució de l'escala suspesa sobre el carrer i tancada com una torre medieval que hi ha a la casa nº23, que és la que fa cantonada amb el carrer Barrau.
Les portes d'entrada tenen una petita marquesina, i les obertures del primer pis segueixen la seqüència finestra-balcó-finestra-balcó. El jardí està tancat per un baix mur d'obra.